# Asheville 300 1968
Asheville 300 1968 var ett stockcarlopp ingående i Nascar Grand National Series (nuvarande Nascar Cup Series) som kördes 31 maj 1968 på den 0,333 mile (535,912 m) långa ovalbanan New Asheville Speedway i Asheville i South Carolina. Totalt avverkades 99,9 miles (160,773 km) fördelat på 300 varv. Banunderlaget var dirt. Loppet vanns av Richard Petty i en Plymouth på tiden 1:31.16 körande för Petty Enterprises. Pettys snitthastighet uppgick till 65.741 mph. Petty som startade från Pole position ledde samtliga 300 varv från start till mål med ett varvs marginal före tvåan Buddy Baker. Det var Pettys 79:e vinst av totalt 200 i karriären. Prispotten uppgick till 4 955 dollar, varav 1 200 dollar gick till segraren.

## Resultat
| Plc     | Nr | Förare         | Team/ bilägare           | Konstruktör | Start | Varv | Ledda varv |
| ------- | -- | -------------- | ------------------------ | ----------- | ----- | ---- | ---------- |
| 1       | 43 | Richard Petty  | Petty Enterprises        | Plymouth    | 1     | 300  | 300        |
| 2       | 3  | Buddy Baker    | Fox Racing               | Dodge       | 4     | 299  | 0          |
| 3       | 71 | Bobby Isaac    | K&K Insurance Racing     | Dodge       | 3     | 296  | 0          |
| 4       | 48 | James Hylton   | Hylton Engineering       | Dodge       | 5     | 292  | 0          |
| 5       | 64 | Elmo Langley   | Langley-Woodfield Racing | Ford        | 8     | 288  | 0          |
| 6       | 28 | Earl Brooks    | Brooks Racing            | Ford        | 12    | 286  | 0          |
| 7       | 4  | John Sears     | DeWitt Racing            | Ford        | 6     | 284  | 0          |
| 8       | 70 | J.D. McDuffie  | McDuffie Racing          | Buick       | 7     | 281  | 0          |
| 9       | 25 | Jabe Thomas    | Robertson Racing         | Ford        | 9     | 267  | 0          |
| 10      | 19 | Henley Gray    | Gray Racing              | Ford        | 21    | 261  | 0          |
| 11      | 8  | Ed Negre       | Negre Racing             | Ford        | 15    | 259  | 0          |
| 12      | 09 | Roy Tyner      | Roy Tyner                | Chevrolet   | 11    | 256  | 0          |
| 13      | 75 | Gene Black     | Gene Black               | Ford        | 18    | 248  | 0          |
| 14      | 01 | Paul Dean Holt | Dennis Holt              | Ford        | 20    | 234  | 0          |
| 15      | 45 | Bill Seifert   | Seifert Racing           | Ford        | 13    | 139  | 0          |
| 16      | 20 | Clyde Lynn     | Negre Racing             | Ford        | 14    | 111  | 0          |
| 17      | 34 | Wendell Scott  | Scott Racing             | Ford        | 17    | 105  | 0          |
| 18      | 69 | David Mote     | Ken Cline                | Chevrolet   | 19    | 81   | 0          |
| 19      | 06 | Neil Castles   | Neil Castles             | Plymouth    | 23    | 74   | 0          |
| 20      | 02 | Bob Cooper     | Bob Cooper               | Chevrolet   | 16    | 39   | 0          |
| 21      | 17 | David Pearson  | Holman Moody             | Ford        | 2     | 38   | 0          |
| 22      | 51 | Stan Meserve   | Margo Hamm               | Dodge       | 10    | 35   | 0          |
| 23      | 31 | Leonard Brock  | Newman Long              | Ford        | 22    | 1    | 0          |
| Källor: |    |                |                          |             |       |      |            |